# 89
Glej tudi: število 89
89 (LXXXIX) je bilo navadno leto, ki se je po julijanskem koledarju začelo na četrtek.

## Dogodki
- 1. januar